# Chiesa della Disciplina (Tregnago)
La chiesa della Disciplina, conosciuta anche come oratorio di San Martino, è una chiesa sussidiaria di Tregnago, in provincia e diocesi di Verona; fa parte del vicariato dell'Est Veronese, precisamente dell'Unità Pastorale Illasi - Tregnago - Vestene.

## Storia
La chiesetta della Disciplina, dedicata al patrono di Tregnago, San Martino di Tours, sorge vicina alla chiesa parrocchiale di Tregnago, sorta sul luogo dell'antica pieve, con la quale formava, come da mappe e foto ottocentesche, un sistema parallelo con le facciate in linea: l'una, la plebana, più grande con campanile e protiro pensile in facciata; l'altra, la chiesa della Disciplina, disadorna esternamente e con due sepolcri monumentali addossati.
La chiesa di S. Martino pare sia stata per alcuni anni la primitiva sede della pieve di Calavena (o di Tregnago), almeno fino al 1180, anno in cui terminò costruzione della chiesa di S. Maria Assunta, sede definitiva della pieve. Tale ipotesi sarebbe confermata da una visita pastorale della fine del XVI secolo e dal fatto che il patrono di Tregnago ancora oggi è San Martino di Tours.
La chiesa, in seguito al crollo del campanile della parrocchiale nel 1878 divenne di nuovo parrocchiale fino alla costruzione del nuovo edificio sacro.
Il nome con cui l'edificio è più conosciuto deriva dalla Confraternita dei Disciplinati, mentre dalle visite pastorali risulta che fu sede della Confraternita della Beata Vergine  .

## Descrizione

### La facciata

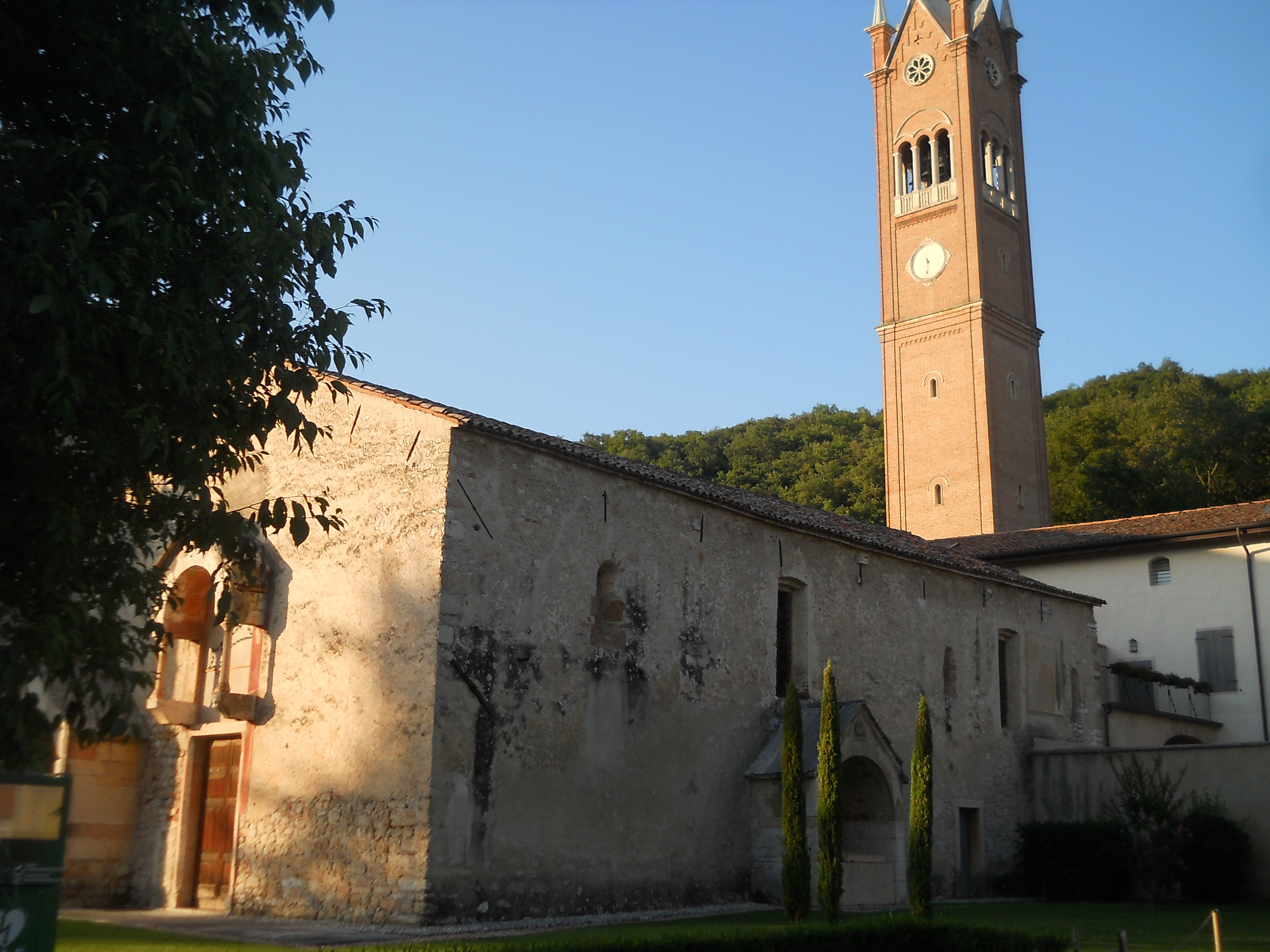
Facciata e parete meridionale della chiesa. Dietro sono presenti la casa canonica e il campanile della parrocchiale di S. Maria Assunta.

L'edificio, esternamente, risulta semplice, mostrando linee romaniche, con la facciata a capanna arricchita da un protiro pensile sopra l'accesso principale, traslato dalla vecchia pieve dopo il 1878. L'affresco raffigurante La Madonna in trono col Bambino oggi non è più visibile.
Sopra il protiro vi è un oculo murato, mentre alla sinistra del portale, in pietra della Lessinia, è collocato un antico monumento funebre, d'epoca posteriore alla chiesa.
La parete sud presenta ampie vetrate che sostituiscono le più piccole finestre ad arco, di cui si intuisce la presenza (alcune sono state infatti tamponate) ed un monumento funebre simile a quello della facciata.

### Interno
L’interno è un'unica grande aula con tetto, rifatto nel 1648, sostenuto da capriate in legno.
Sulla parete nord vi sono degli affreschi medievali presenti attorno alla cappella dedicata alla Vergine Maria, voluta nel XV secolo dalla famiglia Casari e con abside decorata sempre ad affresco da Nicola Giolfino (Madonna delle Grazie con i Disciplinati, Sant'Apollonia e Sant'Agata) sopra l'altare marmoreo.  
In altri punti della chiesa vi sono rare tracce di colore.
L'altare maggiore è collocato in una piccola abside con arco a tutto sesto.
Sulla parete meridionale è presente un altare seicentesco in marmi policromi.